# Jarret (rivière)
Pour les articles homonymes, voir Jarret.
Le Jarret est une rivière qui coule dans le département français des Bouches-du-Rhône. Il prend sa source à l'extrémité Est du massif de l'Étoile, au Nord de la commune d'Allauch, et se jette dans l'Huveaune dans le quartier de Sainte-Marguerite à Marseille.

## Géographie

### Source
La localisation de la source du Jarret n'est pas certaine. Le SANDRE, organisme officiel d'information sur l'eau en France, localise cette source sur le flanc Ouest du Collet Redon, à une altitude de +340 mètres environ. Mais sur sa propre carte le nom de Jarret figure sur un tracé provenant du Nord et qui conflue avec celui attribué au Jarret. De même l'IGN nomme Jarret le ruisseau qui descend le long de la route départementale, en provenance des pentes situées au sud-est du mont Julien, à +420 mètres d'altitude environ. Si cette position de la source est retenue, le parcours du cours d'eau compte 2 kilomètres de plus que la longueur calculée par le Sandre (16,4 km).

### Parcours

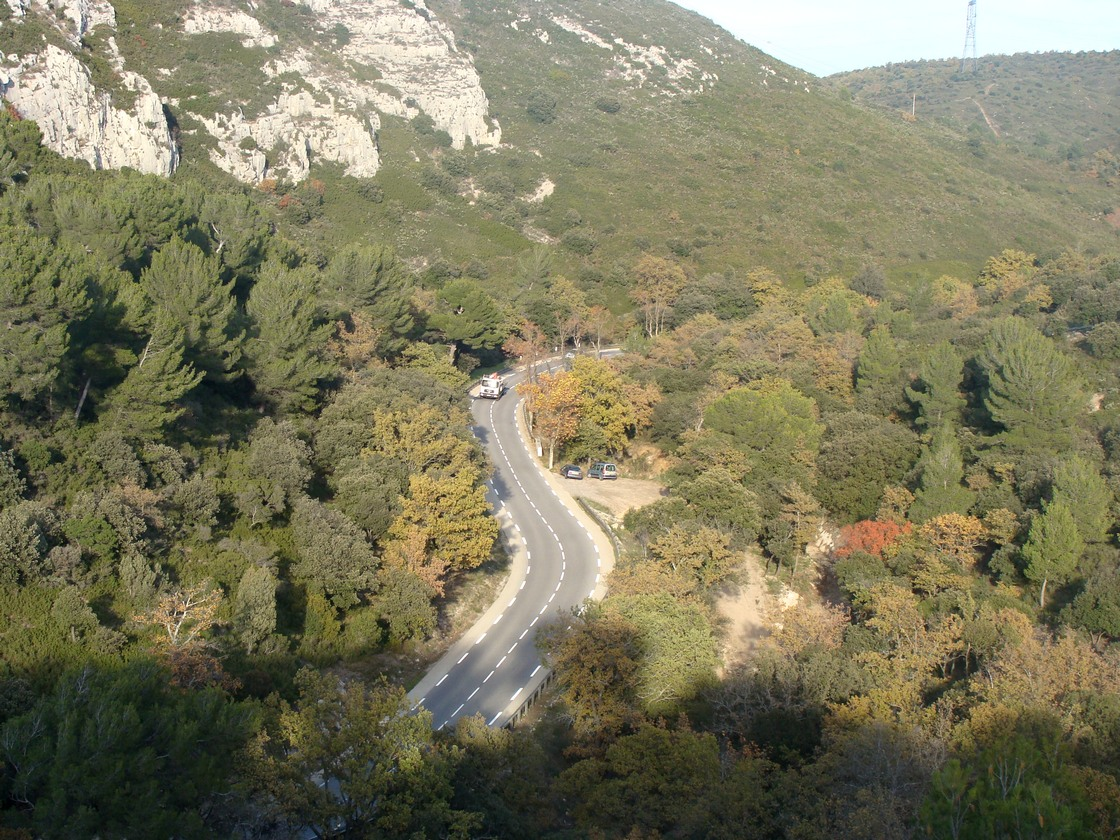
Le vallon du Jarret vu depuis l'ancien château de Ners

Peu après sa source, le Jarret prend la direction du sud-ouest. Coincé entre les flancs sud du massif  de l'Étoile (Collet Ratier) et les collines adossées au Nord du Garlaban, le Jarret a creusé un vallon sauvage, étroit et sinueux, qui n'est parcouru que par la route de Marseille à Trets, et ne comporte pratiquement aucune habitation sur près de 10 kilomètres, jusqu'aux premières maisons d'Allauch, à la Fève. L'ancien château de Ners, aujourd'hui en ruines, gardait cette entrée du terroir marseillais.
Le Jarret traverse ensuite les quartiers Nord d'Allauch - la Fève, la Bourdonnière, le Logis-neuf, Plan-de-Cuques, et entre dans Marseille à la Croix-Rouge. Il prend alors la direction du Sud. Jusqu'aux Chartreux, il reste entouré de collines, et son passage y est parfois difficile : le quartier de Malpassé - littéralement « mauvais passage » — doit son nom à un resserrement entre la colline de Saint-Just et le plateau de l'Est marseillais (Montolivet - Beaumont).

### Embouchure
Sur la fiche du Sandre, aucune mention de la position de l'embouchure ne figure. Sur la carte associée, le cours du Jarret est brusquement interrompu dans le quartier des Chartreux, en un point dont les coordonnées sont données sous la rubrique "dernier point de confluence". Il est pourtant de notoriété publique, et logique, que le Jarret continue son cours au-delà de ce point, mais en étant recouvert, notamment sous l'ensemble de voies majeures de circulation constituant la « Rocade du Jarret », puis, après un court passage à l'air libre, passe sous le Parc du 26ème-Centenaire (cf. photo en haut de page), avant de se jeter dans l'Huveaune à l'entrée du quartier de Sainte-Marguerite.
La longueur de ce tronçon ignoré par le Sandre est d'un peu plus de 5 kilomètres.

## Hydrologie

### Régime

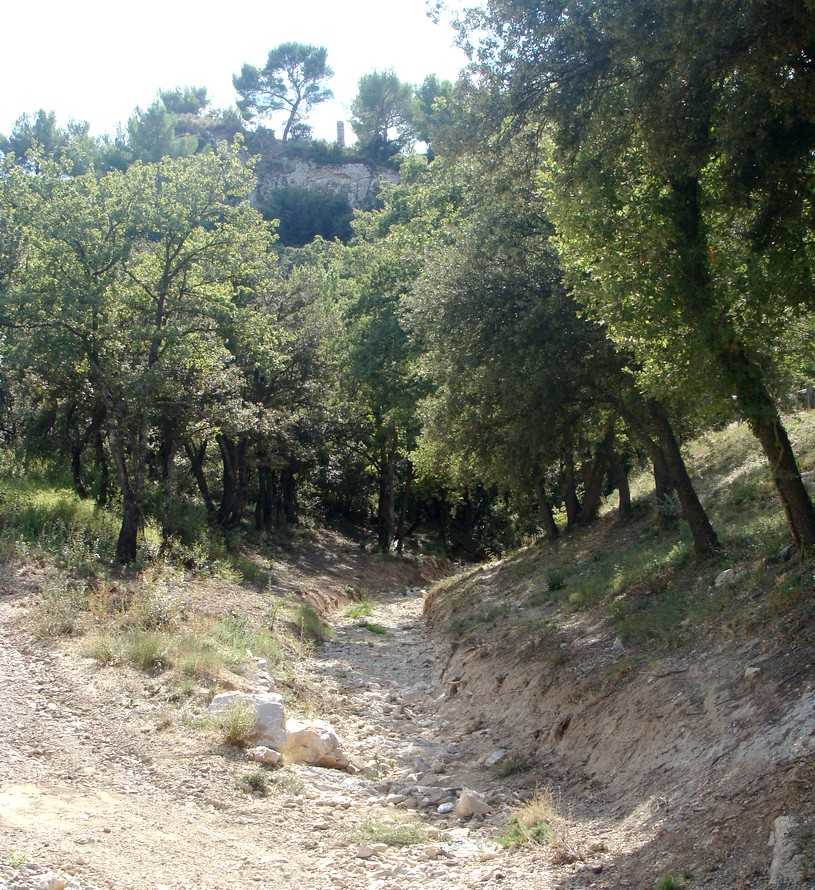
Le ruisseau dans son cours supérieur, à totalement à sec en fin d'été.

Le Jarret a un régime hydrologique de type pluvial typiquement méditerranéen : très basses eaux en été, crues liées aux pluies le reste de l'année. Du fait de sa source située en terrain calcaire, il est le plus souvent à sec dans son cours supérieur, et ce jusqu'à son arrivée en zone habitée. Par contre, il peut devenir torrentiel, lors de pluies orageuses ou prolongées dans le temps. Dévalant du massif de l'Étoile, les eaux de ce torrent peuvent être tumultueuses, et ses crues récurrentes endommagent périodiquement ses rives. Des travaux d'endiguement ont été effectués au début des années 2000, notamment dans le quartier de Malpassé. De plus des espaces souterrains de stockage des eaux de crue ont été aménagés en 2017 en bordure de son cours inférieur.

### Données hydrologiques
Aucune station hydrologique n'est établie sur le cours du Jarret. Aucune donnée officielle n'est disponible sur les débits de la rivière.

### Affluents
Le Sandre ne répertorie aucun affluent du Jarret. Cependant celui-ci reçoit les eaux de ruissellement de nombreux vallons, notamment en rive droite, du côté de la chaîne de l'Étoile - vallon de la Vache, vallon des Ouides, des Médecins, de la Grave.

## Histoire
À l'origine, le Jarret obliquait vers l'ouest à la hauteur de l'actuelle église des Chartreux, et allait se jeter dans le Vieux Port. À la fin du Xe siècle, ou peut-être au début du XIVe , il est dévié vers le sud et prend son cours actuel jusqu'à rejoindre l'Huveaune.

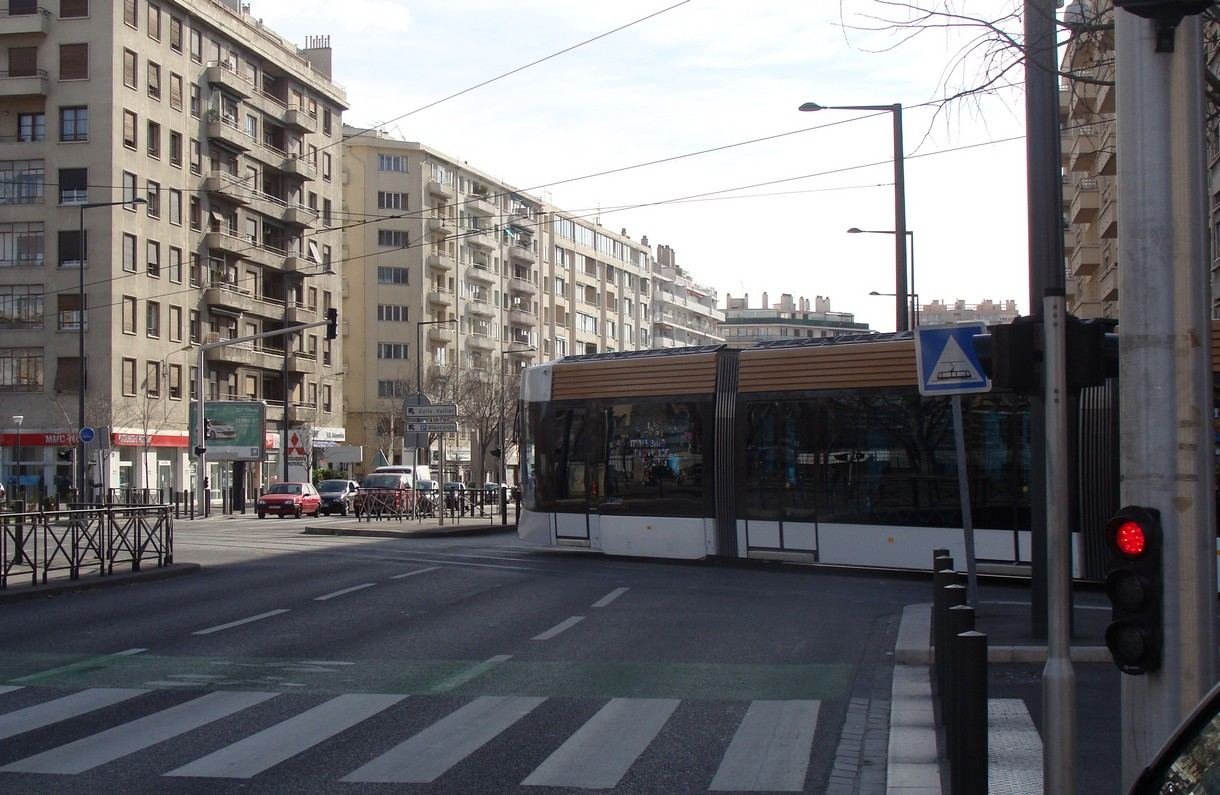
Un carrefour sur la rocade du Jarret.

En 1954, le ruisseau s'étant peu à peu transformé en égout à ciel ouvert, Gaston Defferre, maire de Marseille, fait couvrir le lit du Jarret depuis Saint-Just jusqu'à la Timone. Sur son emplacement est construite une rocade urbaine à deux fois trois voies - boulevards Jean-Moulin, Sakakini, Françoise-Duparc, Maréchal-Juin. Cette « rocade du Jarret » a été ensuite prolongée au Sud jusqu'au confluent avec l'Huveaune - boulevards Jean-Moulin, Rabatau, Schloesing, puis vers le nord-est jusqu'à la Rose en même temps que la construction de la ligne 1 du métro de Marseille - avenue Jean-Paul-Sartre.
Pour les Marseillais d'aujourd'hui, le Jarret n'est plus un ruisseau, mais un des principaux axes de circulation de la ville. Cet axe a subi une rénovation majeure de 2017 à 2021 afin d'accorder davantage d'espace aux modes de circulations douces - trottoirs plus larges, piste cyclable bi-directionnelle sur l'ensemble du tracé - tout en maintenant plusieurs voies de circulations automobiles. La chaussée reste essentiellement à 2x3 voies, mais sur la majorité du parcours, une voie est réservée aux transports en commun.